# Шеца, Ян
Ян Ше́ца, немецкий вариант — Йоганнес Шютце, литературный псевдоним — Ян Шур (в.-луж. Jan Šěca, Jan Šur, нем.  Johannes Schütze, 2 ноября 1883 года, деревня Рахлов-под-Чорнобогом (Рахлау), Лужица, Германия — 8 июля 1949 года, Будишин, ГДР) — лужицкий педагог, общественный деятель, писатель и переводчик.
Родился в 1883 году в серболужицкой деревне Рахлов-под-Чорнобогом (Рахлау) в семье лужицкого учителя, естествоиспытателя и креведа Корлы Шецы. С 1898 по 1904 года обучался в педагогическом училище в Будишине. Преподавал в серболужицких деревнях Сокольца, Букецы и Малешецы. В 1912 году вступил в культурно-просветительскую организацию «Матица сербо-лужицкая».
В 1920 году был одним из основателей спортивной организации «Серболужицкий Сокол». Был активным участником установления культурных между лужичанами и словенцами. В 1928 году издал в газете «Serbske Nowiny» репортаж «Nazaj, nazaj, v planinski raj», в котором выступил как противник германизации лужичан. Перевёл на верхнелужицкий язык сочинения словенского поэта Франце Прешерна и эпос «Zlatorog» немецкого поэта Рудольфа Баумбаха (издан в 1931 году в Будишине).
После установления нацистского режима был выслан в 1934 году в город Пирна, где проживал до 1945 года. С 1945 года занимался составлением немецко-верхнелужицкого словаря (Deutsch-obersorbisches Wörterbuch).